# Strychnos nigricans
Strychnos nigricans är en tvåhjärtbladig växtart som beskrevs av Prog.. Strychnos nigricans ingår i släktet Strychnos och familjen Loganiaceae. Inga underarter finns listade i Catalogue of Life.